# Севіл Шайдех
Севіл Шайдех (румунською [ˈsevil ˈʃajde]; уроджена Джамбек (крим. Cambek, рум. Geambec); (4 грудня 1964 , Констанца, Dobrogea Regiond ) — румунська економістка, державний службовець і політик кримськотатарського походження. 21 грудня 2016 року її запропонували соціал-демократи на посаду прем'єр-міністра Румунії, але її кандидатура була відхилена президентом Клаусом Йоганнісом.

## Навчання та кар'єра
Севіл Шайдех народилася 4 грудня 1964 року в Констанці в Румунії. Її мати Мюзел Джамбек (уроджена Карпат) має кримськотатарське походження, а батько Саєдін Джамбек — турецьке. У 1987 році закінчила Академію економічних наук Бухареста, факультет економічного планування та кібернетики. Потім вона працювала в державній адміністрації повіту Констанца, ставши головою Генерального директорату з проєктів. У той же період працювала координатором Національної спілки румунських повітових рад. З 2012 року обійняла посаду держсекретаря у Мінрегіоні.
З травня по листопад 2015 року Шайдех обіймала пост міністра регіонального розвитку та державного управління в соціал-демократичному уряді, який очолював Віктор Понта, змінивши Лівіу Драгню.
21 грудня 2016 року партії PSD і ALDE визначили її кандидатом у прем'єр-міністри та подали для розгляду президенту Румунії Клаусу Йоганнісу. Драгня, лідер СДП, зазначив, що збереже загальну політичну відповідальність за уряд Шайдех. Якби глава держави ухвалив таке рішення, Севіл Шайдех стала б першою жінкою і першою мусульманкою, яка обіймала б цю посаду. 27 грудня Йоганніс, що раніше входив до Національно-ліберальної партії, яка перемогла та очолила правлячу коаліції, відхилив номінацію Севіл Шайдех. Це спонукало Драгню та Келіна Попеску-Терічану, лідера молодшого партнера по коаліції Альянсу лібералів і демократів, звинуватити Йоганніса в пропартійній політиці та розглянути питання про його усунення його з посади президента.

## Особисте життя
Сім'я Севіл Шайдех сповідує мусульманське сунітське віросповідання і належить до турецьких і кримськотатарських етнічних меншин Румунії. Її мати — племінниця турецького історика Кемаля Карпата.
Вона одружена з сирійським бізнесменом Акрамом Шайдехом (араб. أكرم شهيدة); Румунський політик Лівіу Драгня був свідком на їх весільній церемонії в 2011 році. Згідно з декларацією про фінансові інтереси з липня 2015 року, пара володіє трьома об'єктами нерухомості в Сирії, однією в Латакії та двома в Дамаску.

## Цікаві факти
Перший в історії Румунії політик, що склала присягу на Корані.